# Yamaha YZF-R125

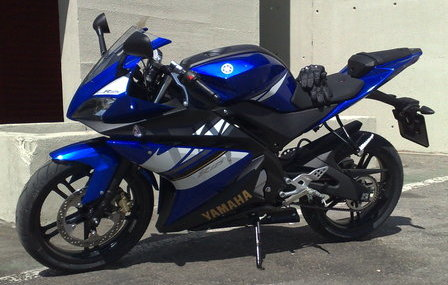
Yamaha YZF-R125 azul

La Yamaha YZF R125 es un motocicleta deportiva de 125 cc. Está destinada al mercado europeo y salió a la venta en abril de 2008. Ha cosechado un gran éxito vendiendo más de 20.000 unidades en toda Europa. Actualmente existe la versión 2010 y 2011 de la cual ha variado solo la decoración y colores. Pero en el modelo del 2012 se muestra una moto  mucho más deportiva y completa. Además hace relativamente poco salió la 50 aniversario.

## Características
La R125 está provista de un nuevo propulsor de origen Yamaha. Un monocilíndrico de refrigeración líquida, culata con 4 válvulas e inyección electrónica, ofreciendo un rendimiento muy competitivo (15cv).
En cuanto al apartado ciclo, monta un chasis deltabox de acero y basculante de aluminio, horquilla telescópica invertida de 33 mm de diámetro; para frenar cuenta con un disco delantero de 292 mm con una pinza de dos pistones Brembo y atrás un disco de 230 mm. Las llantas son de aleación y calzan unos neumáticos 100/80-17 delante y 130/70-17 detrás. Se puede conducir con el carnet A1